# NGC 3620
NGC 3620 est une galaxie spirale barrée située dans la constellation du Caméléon. NGC 3620 a été découverte par l'astronome britannique John Herschel en 1837.

## Caractéristiques
La classe de luminosité de NGC 3620 est I-II et elle présente une large raie HI. C'est aussi une radiogalaxie à spectre continu (Flat-Spectrum Radio Source).

### Distance
Sa vitesse par rapport au fond diffus cosmologique est de 1 812 ± 31 km/s, ce qui correspond à une distance de Hubble de 26,72 ± 1,93 Mpc (∼87,1 millions d'al).
À ce jour, trois mesures non basées sur le décalage vers le rouge (redshift) donnent une distance de 16,367 ± 0,115 Mpc (∼53,4 millions d'al), ce qui est à l'extérieur des valeurs de la distance de Hubble. Puisque cette galaxie est relativement rapprochée du Groupe local, il est probable que cette valeur soit plus près de la distance réelle de NGC 3620. Notons que c'est avec la valeur moyenne des mesures indépendantes, lorsqu'elles existent, que la base de données NASA/IPAC calcule le diamètre d'une galaxie.

### Luminosité dans l'infrarouge
La luminosité de la galaxie NGC 3620 dans l'infrarouge lointain (de 40 à 400 µm)  est égale à 3,89 × 1010 {\displaystyle L_{\odot }} (1010,59{\displaystyle L_{\odot }}) et sa luminosité totale dans l'infrarouge (de 8 à 1 000 µm) est de 5,01 × 1010 {\displaystyle L_{\odot }} (1010,70{\displaystyle L_{\odot }}).

### Brillance de surface
En raison d'une brillance de surface égale à 14,48 mag/am2, on peut qualifier NGC 3620 de galaxie à faible brillance de surface (LSB en anglais pour low surface brightness). Les galaxies LSB sont des galaxies diffuses (D) avec une brillance de surface inférieure de moins d'une magnitude à celle du ciel nocturne ambiant.